# Jang Cheol-soo
Jang Cheol-soo (장철수 nascut el 1974) és un director de cinema de Corea del Sud.

## Filmografia
- Haeanseon (2002) - ajudant de director
- Primavera, estiu, tardor, hivern i... primavera (2003) -r Ajudant de direcció, Ajudant de muntatge
- La noia samaritana (2004) - 1r assistent de direcció, assistent de muntatge
- Love, So Divine (2004) - 1r assistent de direcció
- Escalator to Heaven (curtmetratge) (2006) - director, guionista
- Bedevilled (2010) - director
- Secretly, Greatly (2013) - director, editor de guions
- Murder at Honeymoon Hotel (2016) - director
- SF8 ("episodi White Crow") (2020) - director
- Serve the People (2022)- director

## Premis
- 2010 47ns Grand Bell Awards: Millor director novell (Bedevilled)[7]
- 2010 30ns Premis de l'Associació Coreana de Crítics de Cinema: Millor director novell (Bedevilled)
- 2010 8ns Premis del Cinema Coreà: Millor director novell (Bedevilled)
- 2010 13th Director's Cut Awards:Millor director novell (Bedevilled)
- 2011 Imagine Film Festival: premi Black Tulip, millor llargmetratge (Bedevilled)